# El Recreo, Tenampa
El Recreo är en ort i Mexiko.   Den ligger i kommunen Tenampa och delstaten Veracruz, i den sydöstra delen av landet, 240 km öster om huvudstaden Mexico City. El Recreo ligger 1 073 meter över havet och antalet invånare är 432.
Terrängen runt El Recreo är kuperad. Runt El Recreo är det ganska tätbefolkat, med 248 invånare per kvadratkilometer. Närmaste större samhälle är Huatusco de Chicuellar, 12,2 km sydväst om El Recreo. I omgivningarna runt El Recreo växer i huvudsak städsegrön lövskog.